# Polygamy Porter
Polygamy Porter ist ein seit Herbst 2001 erhältliches Bier der Sorte Porter, das von der in Park City im US-Bundesstaat Utah ansässigen Brauerei Schirf Brewing Company (Wasatch Beers) hergestellt wird. Es hat einen malzig-schokoladigen Geschmack und einen Alkoholgehalt von vier Volumenprozent. Die Sorte wurde im Jahr 2006 mit einer Silbermedaille der Nordamerikanischen Brauervereinigung in der Kategorie Brown Porter und zwei Jahre später mit einer Silbermedaille beim World Beer Cup in der Kategorie Other Low Strength Ale or Lager ausgezeichnet.
Die Gestaltung der Flaschenetiketten, auf denen ein fast unbekleideter Mann zusammen mit mehreren Frauen abgebildet ist, und die Werbeslogans „Take some home for the wives“ (Nimm ein paar mit nach Hause für die Frauen) und „Why have just one!“, das sich sowohl als „Warum nur eins“ auf das Bier selbst als auch in der Form „Warum nur eine“ auf die Praxis der Polygamie beziehen lässt, haben in Utah öffentliche Kontroversen und Proteste hervorgerufen. Grund dafür ist, dass rund 70 Prozent der Einwohner des Staates der Glaubensgemeinschaft der Mormonen angehören, zu deren religiösen Traditionen sowohl die Ablehnung des Alkoholkonsums als auch, in der Kirche Jesu Christi der Heiligen der Letzten Tage historisch bis 1890 und in einigen fundamentalistischen Gemeinden bis in die Gegenwart, die Polygamie gehört.
Weitere Biersorten der Firma Wasatch Beers mit einer bewussten Anspielung auf religiöse Aspekte im Namen sind die alkoholfreie Root-Beer-Sorte Brigham's Brew Root Beer, deren Benennung auf den zweiten Präsidenten der Kirche Jesu Christi der Heiligen der Letzten Tage Brigham Young Bezug nimmt, sowie die Ale-Sorte Evolution Amber Ale mit den Werbeslogans „As always, intelligently designed just for intelligent beer-drinkers“ (Wie immer intelligent geschaffen nur für intelligente Biertrinker, eine Anspielung auf das kreationistische Konzept des Intelligent Design als Gegenthese zur Evolutionstheorie) und „Created in 27 days, not 7“ (Geschaffen in 27 Tagen, nicht 7).